# Manuel Francisco Mesa Seco
Manuel Francisco Mesa Seco (Constitución, 20 de agosto de 1925 - Linares, 29 de abril de 1991) fue un escritor y político chileno, considerado por su ciudad adoptiva como una de sus glorias comunales.

## Vida
Estudió leyes en la Universidad Católica, donde fue presidente del centro de alumnos de su carrera. Ejerció como profesor de literatura en la sede que esta universidad tenía en Talca (hoy Universidad Católica de Maule).
Recién titulado, se trasladó a vivir a la ciudad de Linares, donde ejerció diversas funciones políticas y culturales. Fue concejal y gobernador, y gestionó la llegada de IANSA a la ciudad. Fue también miembro de la Academia Chilena de la Lengua.
Manuel Francisco Mesa falleció en un accidente automovilístico el 29 de abril de 1991, a los 65 años, mientras ejercía el cargo de gobernador de Linares. Fue sepultado en el Cementerio de su ciudad natal Constitución.
Fue declarado Hijo Ilustre de Linares, llevando su nombre la biblioteca local.

## Obras
- El comunismo ante la ley (1948), Tesis de Licenciatura
- Volantines (1954), Poesía
- Páginas a una novia (1955), Poesía
- El árbol de la vida (1956), Poesía
- Brújula Celeste (1957), Poesía manu
- Atmósfera (1960), Poesía
- Carro de Fuego (1961), Poesía
- Mundo vecino (1965), Poesía
- Proyección histórica de la provincia de Linares (1965), Ensayo
- Sonetos alfabéticos (1967), Poesía
- Prolongando el río (1967), Poesía
- Versos lúdicos (1970), Poesía
- Aun corre el Maule (1970), Novela
- Dos puntas tiene el camino (1971), Poesía
- Ciudad del poeta (1973), Poesía
- Ruinas y transparencias (1978), Poesía
- Adoraciones (1979), Poesía manuel
- Territorios (1981), Novela
- Río revuelto (1982), Poesía
- Armaduras (1982), Poesía
- Aspectos culturales del ancestro provinciano de Neruda (1985), Ensayo
- Fobias y Filias (1987), Novela
- La Travesía (1987), Obra teatral
- Fuiste al cerro, viste al león, le tuviste miedo (1988), Poesía
- Responsos (1990), Poesía